# Flokule
Flokule jsou malé (okolo 30 tisíc km) jasné útvary ve sluneční chromosféře. Vznikají v mladých aktivních oblastech Slunce, nad fakulemi.
Tyto dlouhé zářící oblasti je možné pozorovat v silných chromosférických spektrálních čarách. Existují od vzniku aktivní oblasti až po její zánik, dokud zůstatkové magnetické pole aktivní oblasti nesplyne s pozadím. Nejjasnější a nejhustší flokule nemají viditelnou strukturu, starší však mají jemnou strukturu složenou ze světlých vláken s délkou asi 800 km a tmavými místy mezi nimi s rozměrem okolo 1200 km. Tyto struktury se nazývají flokulové granule a pravděpodobně souvisejí s granulací fotosféry. Při pozorování ze Země jsou od sebe flokule vzdálené asi 1,5 obloukové vteřiny, jejich úhlové rozměry jsou okolo jedné obloukové vteřiny. Pro porovnání, úhlový průměr celého slunečního kotouče je 1919 obloukových vteřin.
Nad flokulemi se nachází zhuštěné místo ve sluneční koroně - koronální kondenzace.